# Élections départementales de 2021 dans l'Aisne
Les élections départementales dans l'Aisne ont lieu les 20 et 27 juin 2021.

## Contexte départemental

### Situation politique
Le département de l'Aisne, a basculé à droite lors de la dernière élection départementale dans un contexte particulier. Ni la droite, ni la gauche, ni le FN ne sont parvenus à obtenir la majorité absolue à l'assemblée départementale. Grâce à une majorité relative de 18 sièges, la droite se trouve à la tête du département. La présidence est occupée par Nicolas Fricotaux, UDI, depuis le 2 avril 2015. À la suite de l'élection présidentielle et élections législatives de 2017, le paysage politique s'est recomposé avec l'apparition de La République en marche. En janvier 2018, une petite partie de la gauche décide de rejoindre la majorité départementale, donnant ainsi à la droite et à son président Nicolas Fricoteaux, la majorité absolue pour pouvoir diriger le département.
Au niveau national, l'Aisne est considéré comme un département à enjeux, où la droite veut conserver sa majorité, face un Rassemblement national en position de force dans ce département.
Le RN a affermi son positionnement dans le département. Elle est arrivée en tête dès le premier tour dans le département lors des élections régionales de 2015, où elle obtient son meilleur score, même si la droite remportent ces élections avec le retrait de la gauche au second tour. Lors de la dernière présidentielle, sa candidate, Marine Le Pen a obtenu son meilleur score national dans le département au premier tour avec 35,67 % et a gagné cette élection dans le département avec 52,91 % face au président élu Emmanuel Macron avec 47,09 %. Lors des élections législatives, chacun de ses candidats ont pu se maintenir au second tour, mais le RN n'a pas réussi à faire élire un député dans le département de l'Aisne. Lors des élections européennes de 2019, le RN obtient encore son meilleur score national avec 39,87 % pour la liste conduite par Jordan Bardella. Lors des dernières élections municipales, avec le contexte de la pandémie de Covid-19 en France, le Rassemblement national a réussi à conserver sa seule municipalité conquise en 2014, Villers-Cotterêts, dès le premier tour.
La droite mise sur la prime aux candidats sortants et la gauche veut maintenir sa position avec la possibilité de conquérir des cantons perdus en 2015.

### Assemblée départementale sortante
Avant les élections, le Conseil départemental de l'Aisne est présidé par Nicolas Fricoteaux (UDI). 
Il comprend 42 conseillers départementaux issus des 21 cantons de Aisne.
| Président du Conseil départemental     |       |       |      |                                             |
| Nicolas Fricoteaux (UDI)               |       |       |      |                                             |
| Parti                                  | Sigle | Sigle | Élus | Groupes                                     |
| Majorité (22 sièges)                   |       |       |      |                                             |
| Les Républicains                       |       | LR    | 8    | Rassembler pour l'Aisne                     |
| Union des démocrates et indépendants   |       | UDI   | 5    | Rassembler pour l'Aisne                     |
| Divers droite                          |       | DVD   | 4    | Rassembler pour l'Aisne                     |
| La République en marche                |       | LREM  | 1    | Rassembler pour l'Aisne                     |
| Divers gauche                          |       | DVG   | 3    | Aisne démocratie nouvelle                   |
| La République en marche                |       | LREM  | 1    | Aisne démocratie nouvelle                   |
| Opposition de gauche (12 sièges)       |       |       |      |                                             |
| Parti communiste français              |       | PCF   | 5    | Front de gauche - Europe Écologie Les Verts |
| Europe Écologie Les Verts              |       | EÉLV  | 1    | Front de gauche - Europe Écologie Les Verts |
| Parti socialiste                       |       | PS    | 3    | Socialiste et gauche républicaine           |
| Divers gauche                          |       | DVG   | 1    | Socialiste et gauche républicaine           |
| Initiative démocratique de gauche      |       | IDG   | 1    | Socialiste et gauche républicaine           |
| Parti socialiste                       |       | PS    | 1    | Non-inscrit                                 |
| Opposition d'extrême-droite (8 sièges) |       |       |      |                                             |
| Rassemblement national                 |       | RN    | 7    | Rassemblement national                      |
| Divers droite                          |       | DVD   | 1    | Non-inscrite                                |

## Système électoral
Les élections ont lieu au scrutin majoritaire binominal à deux tours. Le système est paritaire : les candidatures sont présentées sous la forme d'un binôme composé d'une femme et d'un homme avec leurs suppléants (une femme et un homme également).
Pour être élu au premier tour, un binôme doit obtenir la majorité absolue des suffrages exprimés et un nombre de suffrages au moins égal à 25 % des électeurs inscrits. Si aucun binôme n'est élu au premier tour, seuls peuvent se présenter au second tour les binômes qui ont obtenu un nombre de suffrages au moins égal à 12,5 % des électeurs inscrits, sans possibilité pour les binômes de fusionner. Est élu au second tour le binôme qui obtient le plus grand nombre de voix.

## Résultats à l'échelle du département

### Résultats par nuances du ministère de l'Intérieur
Les nuances utilisées par le ministère de l'Intérieur ne tiennent pas compte des alliances locales.
| Binômes                  | Binômes                     | Binômes                  | Premier tour | Premier tour | Premier tour | Second tour | Second tour   | Second tour | Total | +/-           |  |
| Binômes                  | Binômes                     | Binômes                  | Voix         | %            | Sièges       | Voix        | %             | Sièges      | Total | +/-           |  |
| ------------------------ | --------------------------- | ------------------------ | ------------ | ------------ | ------------ | ----------- | ------------- | ----------- | ----- | ------------- |  |
|                          | Rassemblement national      | RN                       | 38 521       | 31,25        | 0            | 35 988      | 33,25         | 0           | 0     | 8             |  |
|                          | Divers gauche               | DVG                      | 26 911       | 21,83        | 0            | 21 972      | 20,30         | 12          | 12    | 4             |  |
|                          | Divers droite               | DVD                      | 26 225       | 21,27        | 2            | 26 797      | 24,76         | 14          | 16    | 2             |  |
|                          | Divers centre               | DVC                      | 17 411       | 14,12        | 2            | 11 533      | 10,66         | 4           | 6     | 6             |  |
|                          | Divers                      | DIV                      | 4 257        | 3,45         | 0            | 5 056       | 4,67          | 2           | 2     | 2             |  |
|                          | Les Républicains            | LR                       | 2 851        | 2,31         | 0            | 3 855       | 3,56          | 2           | 2     | en stagnation |  |
|                          | Parti communiste français   | COM                      | 2 610        | 2,12         | 0            |             |               |             | 0     | en stagnation |  |
|                          | Union au centre et à droite | UCD                      | 2 179        | 1,77         | 0            | 3 024       | 2,79          | 2           | 2     | 2             |  |
|                          | La République en marche     | REM                      | 1 323        | 1,07         | 0            |             |               |             | 0     | en stagnation |  |
|                          | Union à gauche              | UG                       | 979          | 0,79         | 0            | 0           | en stagnation |             |       |               |  |
|                          |                             |                          |              |              |              |             |               |             |       |               |  |
| Suffrages exprimés       | Suffrages exprimés          | Suffrages exprimés       | 123 267      | 94,83        |              | 108 255     | 91,36         |             |       |               |  |
| Votes blancs             | Votes blancs                | Votes blancs             | 4 498        | 3,46         | 7 223        | 6,10        |               |             |       |               |  |
| Votes nuls               | Votes nuls                  | Votes nuls               | 2 226        | 1,71         | 3 008        | 2,54        |               |             |       |               |  |
| Total                    | Total                       | Total                    | 129 991      | 100          | 4            | 118 456     | 100           | 38          | 42    | en stagnation |  |
| Abstentions              | Abstentions                 | Abstentions              | 242 037      | 65,06        |              | 223 418     | 65,35         |             |       |               |  |
| Inscrits / participation | Inscrits / participation    | Inscrits / participation | 373 028      | 34,94        | 341 874      | 34,65       |               |             |       |               |  |

### Assemblée départementale élue
| Président du Conseil départemental   |       |       |      |                                   |
| Nicolas Fricoteaux (UDI)             |       |       |      |                                   |
| Parti                                | Sigle | Sigle | Élus | Groupes                           |
| Majorité (36 sièges)                 |       |       |      |                                   |
| Divers droite                        |       | DVD   | 6    | L'Aisne en action                 |
| Les Républicains                     |       | LR    | 4    | L'Aisne en action                 |
| Union des démocrates et indépendants |       | UDI   | 4    | L'Aisne en action                 |
| Divers centre                        |       | DVC   | 4    | L'Aisne en action                 |
| La République en marche              |       | LREM  | 1    | L'Aisne en action                 |
| Sans étiquette                       |       | SE    | 1    | L'Aisne en action                 |
| Divers droite                        |       | DVD   | 4    | L'Aisne Terre innovante           |
| Les Républicains                     |       | LR    | 3    | L'Aisne Terre innovante           |
| Divers gauche                        |       | DVG   | 1    | L'Aisne Terre innovante           |
| Sans étiquette                       |       | SE    | 1    | L'Aisne Terre innovante           |
| Divers gauche                        |       | DVG   | 4    | L'Aisne progressiste et solidaire |
| Mouvement radical                    |       | MR    | 1    | L'Aisne progressiste et solidaire |
| Parti socialiste                     |       | PS    | 1    | L'Aisne progressiste et solidaire |
| Divers centre                        |       | DVC   | 1    | L'Aisne progressiste et solidaire |
| Opposition (6 sièges)                |       |       |      |                                   |
| Parti communiste français            |       | PCF   | 1    | L'Aisne en commun-Gauche-Ecologie |
| Parti socialiste                     |       | PS    | 2    | L'Aisne en commun-Gauche-Ecologie |
| La France insoumise                  |       | LFI   | 2    | L'Aisne en commun-Gauche-Ecologie |
| Europe Écologie Les Verts            |       | EÉLV  | 1    | L'Aisne en commun-Gauche-Ecologie |

### Élus par canton
Bien que le Rassemblement national reste la première force politique dans le département, celui-ci perd l'ensemble de ses sièges et se retrouve dans l'opposition extra-parlementaire. 
La droite remporte la majorité relative des sièges, suivie par la gauche. Les centristes effectuent une percée et obtiennent 15 % des suffrages et six sièges au conseil départemental.
| Canton               | Conseiller Sortant        | Parti | Parti | Conseiller Élu           | Parti | Parti  |
| -------------------- | ------------------------- | ----- | ----- | ------------------------ | ----- | ------ |
| Bohain-en-Vermandois | Michel Collet             |       | PS    | Delphine Molet           |       | DVG    |
| Bohain-en-Vermandois | Monique Sébastijan        |       | PCF   | Yann Rojo                |       | DVG    |
| Château-Thierry      | Bruno Beauvois            |       | LREM  | Sébastien Eugène         |       | MR     |
| Château-Thierry      | Michèle Fuselier          |       | DVG   | Michèle Fuselier         |       | DVG    |
| Chauny               | Jean-Luc Lanouilh         |       | PCF   | Mario Lirussi            |       | PS     |
| Chauny               | Fabienne Marchionni       |       | PCF   | Fabienne Marchionni      |       | Ap LFI |
| Essômes-sur-Marne    | Georges Fourré            |       | DVG   | Dominique Duclos         |       | DVG    |
| Essômes-sur-Marne    | Anne Maricot              |       | DVG   | Anne Maricot             |       | DVG    |
| Fère-en-Tardenois    | Carole Deruy              |       | LR    | Carole Deruy             |       | LR     |
| Fère-en-Tardenois    | François Rampelberg       |       | DVD   | François Rampelberg      |       | DVD    |
| Guise                | Armand Pollet             |       | RN    | Roselyne Cail            |       | DVC    |
| Guise                | Marion Saillard           |       | RN    | Hugues Cochet            |       | DVC    |
| Hirson               | Anne-Marie Fournier       |       | RN    | Jérôme Duverdier         |       | DVD    |
| Hirson               | Claude Mouflard           |       | RN    | Mélanie Nicolas          |       | DVD    |
| Laon-1               | Fawaz Karimet             |       | DVG   | Mathieu Fraise           |       | DVD    |
| Laon-1               | Annie Tujek               |       | PS    | Annie Tujek              |       | DVG    |
| Laon-2               | Thierry Delerot           |       | PS    | Thierry Delerot          |       | DVG    |
| Laon-2               | Brigitte Fournié-Turquin  |       | EÉLV  | Brigitte Fournié-Turquin |       | EÉLV   |
| Marle                | Isabelle Ittelet          |       | UDI   | Isabelle Ittelet         |       | UDI    |
| Marle                | Pierre-Jean Verzelen      |       | DVD   | Pierre-Jean Verzelen     |       | DVD    |
| Ribemont             | Florence Bonnard-Trevisan |       | IDG   | Véronique Lebeau         |       | DIV    |
| Ribemont             | Frédéric Martin           |       | PS    | Stéphane Linier          |       | DIV    |
| Saint-Quentin-1      | Colette Blériot           |       | LR    | Colette Blériot          |       | LR     |
| Saint-Quentin-1      | Jean-Pierre Boniface      |       | LR    | Jean-Pierre Loquet       |       | DVD    |
| Saint-Quentin-2      | Thomas Dudebout           |       | LR    | Thomas Dudebout          |       | LR     |
| Saint-Quentin-2      | Pascale Gruny             |       | LR    | Pascale Gruny            |       | LR     |
| Saint-Quentin-3      | Jocelyne Dogna            |       | LR    | Jocelyne Dogna           |       | LR     |
| Saint-Quentin-3      | Freddy Grzeziczak         |       | LR    | Freddy Grzeziczak        |       | LR     |
| Soissons-1           | Françoise Champenois      |       | UDI   | Françoise Champenois     |       | UDI    |
| Soissons-1           | Pascal Tordeux            |       | LREM  | Pascal Tordeux           |       | LREM   |
| Soissons-2           | Frédéric Vanier           |       | DVD   | David Bobin              |       | LR     |
| Soissons-2           | Isabelle Létrillart       |       | LR    | Isabelle Létrillart      |       | LR     |
| Tergnier             | Michel Carreau            |       | PCF   | Aurélien Gall            |       | PCF    |
| Tergnier             | Caroline Varlet           |       | DVG   | Caroline Varlet          |       | LFI    |
| Vervins              | Marie-Françoise Bertrand  |       | UDI   | Marie-Françoise Bertrand |       | UDI    |
| Vervins              | Nicolas Fricoteaux        |       | UDI   | Nicolas Fricoteaux       |       | UDI    |
| Vic-sur-Aisne        | Marie-Christine Gilliot   |       | DVD   | Sarah Batonnet           |       | DVD    |
| Vic-sur-Aisne        | Noël Lecoultre            |       | RN    | Nicolas Rebérot          |       | DVD    |
| Villeneuve-sur-Aisne | Philippe Timmerman        |       | UDI   | Paul Mougenot            |       | LR     |
| Villeneuve-sur-Aisne | Bernadette Vannobel       |       | DVD   | Coralie Venet            |       | DVD    |
| Villers-Cotterêts    | Franck Briffaut           |       | RN    | Jeanne Doyez-Roussel     |       | DVC    |
| Villers-Cotterêts    | Martine Pigoni            |       | RN    | Patrice Lazaro           |       | DVC    |

## Résultats par canton
Les binômes sont présentés par ordre décroissant des résultats au premier tour. En cas de victoire au second tour du binôme arrivé en deuxième place au premier, ses résultats sont indiqués en gras. 

### Canton de Bohain-en-Vermandois
| Candidats                | Candidats                | Partis                   | Nuance                   | Premier tour | Premier tour | Second tour | Second tour |
| Candidats                | Candidats                | Partis                   | Nuance                   | Voix         | %            | Voix        | %           |
| ------------------------ | ------------------------ | ------------------------ | ------------------------ | ------------ | ------------ | ----------- | ----------- |
|                          | Delphine Molet           | DVG                      | DVG                      | 3 375        | 62,15        | 3 739       | 65,28       |
|                          | Yann Rojo                | DVG                      | DVG                      | 3 375        | 62,15        | 3 739       | 65,28       |
|                          | Christelle Parant        | RN                       | RN                       | 2 055        | 37,85        | 1 989       | 34,72       |
|                          | Philippe Torre           | CNIP                     | RN                       | 2 055        | 37,85        | 1 989       | 34,72       |
|                          |                          |                          |                          |              |              |             |             |
| Suffrages exprimés       | Suffrages exprimés       | Suffrages exprimés       | Suffrages exprimés       | 5 430        | 92,00        | 5 728       | 93,41       |
| Votes blancs             | Votes blancs             | Votes blancs             | Votes blancs             | 279          | 4,73         | 222         | 3,62        |
| Votes nuls               | Votes nuls               | Votes nuls               | Votes nuls               | 193          | 3,27         | 182         | 2,97        |
| Total                    | Total                    | Total                    | Total                    | 5 902        | 100          | 6 132       | 100         |
| Abstention               | Abstention               | Abstention               | Abstention               | 9 458        | 61,58        | 9 230       | 60,08       |
| Inscrits / participation | Inscrits / participation | Inscrits / participation | Inscrits / participation | 15 360       | 38,42        | 15 360      | 37,29       |

### Canton de Château-Thierry
| Candidats                | Candidats                | Partis                   | Nuance                   | Premier tour | Premier tour | Second tour | Second tour |
| Candidats                | Candidats                | Partis                   | Nuance                   | Voix         | %            | Voix        | %           |
| ------------------------ | ------------------------ | ------------------------ | ------------------------ | ------------ | ------------ | ----------- | ----------- |
|                          | Sébastien Eugène         | MR                       | DVG                      | 3 367        | 61,53        | 4 071       | 70,86       |
|                          | Michèle Fuselier         | DVG                      | DVG                      | 3 367        | 61,53        | 4 071       | 70,86       |
|                          | Thierry Millon           | RN                       | RN                       | 1 557        | 28,45        | 1 674       | 29,14       |
|                          | Marie-France Molard      | RN                       | RN                       | 1 557        | 28,45        | 1 674       | 29,14       |
|                          | Christian Copin          | PCF                      | COM                      | 548          | 10,01        |             |             |
|                          | Marie-Ange Layer         | PCF                      | COM                      | 548          | 10,01        |             |             |
|                          |                          |                          |                          |              |              |             |             |
| Suffrages exprimés       | Suffrages exprimés       | Suffrages exprimés       | Suffrages exprimés       | 5 472        | 95,82        | 5 745       | 94,24       |
| Votes blancs             | Votes blancs             | Votes blancs             | Votes blancs             | 168          | 2,94         | 246         | 4,04        |
| Votes nuls               | Votes nuls               | Votes nuls               | Votes nuls               | 71           | 1,24         | 105         | 1,72        |
| Total                    | Total                    | Total                    | Total                    | 5 711        | 100          | 6 096       | 100         |
| Abstention               | Abstention               | Abstention               | Abstention               | 12 998       | 69,47        | 12 622      | 67,43       |
| Inscrits / participation | Inscrits / participation | Inscrits / participation | Inscrits / participation | 18 709       | 30,53        | 18 718      | 32,57       |

### Canton de Chauny
| Candidats                | Candidats                | Partis                   | Nuance                   | Premier tour | Premier tour | Second tour | Second tour |
| Candidats                | Candidats                | Partis                   | Nuance                   | Voix         | %            | Voix        | %           |
| ------------------------ | ------------------------ | ------------------------ | ------------------------ | ------------ | ------------ | ----------- | ----------- |
|                          | José Beaurain            | RN                       | RN                       | 1 514        | 29,22        | 2 071       | 38,92       |
|                          | Brigitte Fian            | RN                       | RN                       | 1 514        | 29,22        | 2 071       | 38,92       |
|                          | Mario Lirussi            | PS                       | DVG                      | 1 426        | 27,52        | 3 250       | 61,08       |
|                          | Fabienne Marchionni      | LFI                      | DVG                      | 1 426        | 27,52        | 3 250       | 61,08       |
|                          | Patricia Goetz           | DVC                      | DVC                      | 1 345        | 25,96        |             |             |
|                          | Dominique Ignazak        | UDI                      | DVC                      | 1 345        | 25,96        |             |             |
|                          | Karim Chafi              | DVC                      | DVC                      | 897          | 17,31        |             |             |
|                          | Marie-Christine Reynaert | DVC                      | DVC                      | 897          | 17,31        |             |             |
|                          |                          |                          |                          |              |              |             |             |
| Suffrages exprimés       | Suffrages exprimés       | Suffrages exprimés       | Suffrages exprimés       | 5 182        | 95,22        | 5 321       | 92,89       |
| Votes blancs             | Votes blancs             | Votes blancs             | Votes blancs             | 170          | 3,12         | 290         | 5,06        |
| Votes nuls               | Votes nuls               | Votes nuls               | Votes nuls               | 90           | 1,65         | 117         | 2,04        |
| Total                    | Total                    | Total                    | Total                    | 5 442        | 100          | 5 728       | 100         |
| Abstention               | Abstention               | Abstention               | Abstention               | 11 998       | 68,80        | 11 715      | 67,16       |
| Inscrits / participation | Inscrits / participation | Inscrits / participation | Inscrits / participation | 17 440       | 31,20        | 17 443      | 32,84       |

### Canton d'Essômes-sur-Marne
| Candidats                | Candidats                | Partis                   | Nuance                   | Premier tour | Premier tour | Second tour | Second tour |
| Candidats                | Candidats                | Partis                   | Nuance                   | Voix         | %            | Voix        | %           |
| ------------------------ | ------------------------ | ------------------------ | ------------------------ | ------------ | ------------ | ----------- | ----------- |
|                          | Dominique Duclos         | DVG                      | DVG                      | 2 035        | 35,26        | 3 607       | 62,00       |
|                          | Anne Maricot             | DVG                      | DVG                      | 2 035        | 35,26        | 3 607       | 62,00       |
|                          | Mireille Chevet          | RN                       | RN                       | 1 743        | 30,20        | 2 211       | 38,00       |
|                          | Jean-Claude Richir       | RN                       | RN                       | 1 743        | 30,20        | 2 211       | 38,00       |
|                          | Olivier Devron           | DVD                      | DVD                      | 1 477        | 25,59        |             |             |
|                          | Gaëlle Vaudé             | DVD                      | DVD                      | 1 477        | 25,59        |             |             |
|                          | Jérémy Pis               | DVD                      | DVD                      | 516          | 8,94         |             |             |
|                          | Irina Stenzel            | DVD                      | DVD                      | 516          | 8,94         |             |             |
|                          |                          |                          |                          |              |              |             |             |
| Suffrages exprimés       | Suffrages exprimés       | Suffrages exprimés       | Suffrages exprimés       | 5 771        | 94,17        | 5 818       | 92,92       |
| Votes blancs             | Votes blancs             | Votes blancs             | Votes blancs             | 241          | 3,93         | 315         | 5,03        |
| Votes nuls               | Votes nuls               | Votes nuls               | Votes nuls               | 116          | 1,89         | 128         | 2,04        |
| Total                    | Total                    | Total                    | Total                    | 6 128        | 100          | 6 261       | 100         |
| Abstention               | Abstention               | Abstention               | Abstention               | 14 093       | 69,69        | 13 959      | 69,04       |
| Inscrits / participation | Inscrits / participation | Inscrits / participation | Inscrits / participation | 20 221       | 30,31        | 20 220      | 30,96       |

### Canton de Fère-en-Tardenois
| Candidats                | Candidats                | Partis                   | Nuance                   | Premier tour | Premier tour | Second tour | Second tour |
| Candidats                | Candidats                | Partis                   | Nuance                   | Voix         | %            | Voix        | %           |
| ------------------------ | ------------------------ | ------------------------ | ------------------------ | ------------ | ------------ | ----------- | ----------- |
|                          | Carole Deruy             | LR                       | DVD                      | 4 178        | 61,77        | 4 294       | 64,19       |
|                          | François Rampelberg      | DVD                      | DVD                      | 4 178        | 61,77        | 4 294       | 64,19       |
|                          | François Curinier        | RN                       | RN                       | 2 586        | 38,23        | 2 396       | 35,81       |
|                          | Angelina Lacan           | RN                       | RN                       | 2 586        | 38,23        | 2 396       | 35,81       |
|                          |                          |                          |                          |              |              |             |             |
| Suffrages exprimés       | Suffrages exprimés       | Suffrages exprimés       | Suffrages exprimés       | 6 764        | 93,79        | 6 690       | 94,44       |
| Votes blancs             | Votes blancs             | Votes blancs             | Votes blancs             | 310          | 4,30         | 277         | 3,91        |
| Votes nuls               | Votes nuls               | Votes nuls               | Votes nuls               | 138          | 1,91         | 117         | 1,65        |
| Total                    | Total                    | Total                    | Total                    | 7 212        | 100          | 5 728       | 100         |
| Abstention               | Abstention               | Abstention               | Abstention               | 12 987       | 64,30        | 13 121      | 64,94       |
| Inscrits / participation | Inscrits / participation | Inscrits / participation | Inscrits / participation | 20 199       | 35,70        | 20 205      | 35,06       |

### Canton de Guise
| Candidats                | Candidats                | Partis                   | Nuance                   | Premier tour | Premier tour | Second tour | Second tour |
| Candidats                | Candidats                | Partis                   | Nuance                   | Voix         | %            | Voix        | %           |
| ------------------------ | ------------------------ | ------------------------ | ------------------------ | ------------ | ------------ | ----------- | ----------- |
|                          | Roselyne Cail            | DVC                      | DVC                      | 3 795        | 59,92        | 4 110       | 62,83       |
|                          | Hugues Cochet            | DVC                      | DVC                      | 3 795        | 59,92        | 4 110       | 62,83       |
|                          | Francine Brusset         | RN                       | RN                       | 2 538        | 40,08        | 2 431       | 37,17       |
|                          | Armand Pollet,           | RN                       | RN                       | 2 538        | 40,08        | 2 431       | 37,17       |
|                          |                          |                          |                          |              |              |             |             |
| Suffrages exprimés       | Suffrages exprimés       | Suffrages exprimés       | Suffrages exprimés       | 6 333        | 93,66        | 6 541       | 94,36       |
| Votes blancs             | Votes blancs             | Votes blancs             | Votes blancs             | 269          | 3,98         | 250         | 3,61        |
| Votes nuls               | Votes nuls               | Votes nuls               | Votes nuls               | 160          | 2,37         | 141         | 2,03        |
| Total                    | Total                    | Total                    | Total                    | 6 762        | 100          | 6 932       | 100         |
| Abstention               | Abstention               | Abstention               | Abstention               | 9 946        | 59,53        | 9 783       | 58,53       |
| Inscrits / participation | Inscrits / participation | Inscrits / participation | Inscrits / participation | 16 708       | 40,47        | 16 715      | 41,47       |

### Canton d'Hirson
| Candidats                | Candidats                | Partis                   | Nuance                   | Premier tour | Premier tour | Second tour | Second tour |
| Candidats                | Candidats                | Partis                   | Nuance                   | Voix         | %            | Voix        | %           |
| ------------------------ | ------------------------ | ------------------------ | ------------------------ | ------------ | ------------ | ----------- | ----------- |
|                          | Claude Mouflard,         | RN                       | RN                       | 1 266        | 24,97        | 1 662       | 35,77       |
|                          | Stéphanie Viéville       | RN                       | RN                       | 1 266        | 24,97        | 1 662       | 35,77       |
|                          | Jérôme Duverdier         | DVD                      | DVD                      | 1 197        | 23,61        | 2 984       | 64,23       |
|                          | Mélanie Nicolas          | DVD                      | DVD                      | 1 197        | 23,61        | 2 984       | 64,23       |
|                          | Christelle Nouvion       | DVG                      | DVG                      | 1 106        | 21,81        |             |             |
|                          | Hervé Souply             | DVG                      | DVG                      | 1 106        | 21,81        |             |             |
|                          | Fabien Coquelet          | LR                       | DVD                      | 890          | 17,55        |             |             |
|                          | Carine Vandersypt        | DVD                      | DVD                      | 890          | 17,55        |             |             |
|                          | Marie-Claude Clouet      | PCF                      | COM                      | 611          | 12,05        |             |             |
|                          | Didier Devaux            | PCF                      | COM                      | 611          | 12,05        |             |             |
|                          |                          |                          |                          |              |              |             |             |
| Suffrages exprimés       | Suffrages exprimés       | Suffrages exprimés       | Suffrages exprimés       | 5 070        | 96,59        | 4 646       | 90,34       |
| Votes blancs             | Votes blancs             | Votes blancs             | Votes blancs             | 77           | 1,47         | 169         | 3,29        |
| Votes nuls               | Votes nuls               | Votes nuls               | Votes nuls               | 102          | 1,94         | 328         | 6,38        |
| Total                    | Total                    | Total                    | Total                    | 5 249        | 100          | 5 143       | 100         |
| Abstention               | Abstention               | Abstention               | Abstention               | 9 675        | 64,83        | 9 787       | 65,55       |
| Inscrits / participation | Inscrits / participation | Inscrits / participation | Inscrits / participation | 14 924       | 35,17        | 14 930      | 34,45       |

### Canton de Laon-1
| Candidats                | Candidats                | Partis                   | Nuance                   | Premier tour | Premier tour | Second tour | Second tour |
| Candidats                | Candidats                | Partis                   | Nuance                   | Voix         | %            | Voix        | %           |
| ------------------------ | ------------------------ | ------------------------ | ------------------------ | ------------ | ------------ | ----------- | ----------- |
|                          | Mathieu Fraise           | DVC                      | DVC                      | 2 048        | 37,37        | 3 641       | 69,30       |
|                          | Annie Tujek              | PS                       | DVC                      | 2 048        | 37,37        | 3 641       | 69,30       |
|                          | Nicolas Dragon           | RN                       | RN                       | 1 427        | 26,04        | 1 613       | 30,70       |
|                          | Maryline Ledoux          | RN                       | RN                       | 1 427        | 26,04        | 1 613       | 30,70       |
|                          | Isabelle Herbulot        | DVD                      | DVD                      | 1 027        | 18,74        |             |             |
|                          | Hervé Wysocki            | DVD                      | DVD                      | 1 027        | 18,74        |             |             |
|                          | Nathalie Dussart         | PS                       | UG                       | 979          | 17,86        |             |             |
|                          | Yan Ruder                | PCF                      | UG                       | 979          | 17,86        |             |             |
|                          |                          |                          |                          |              |              |             |             |
| Suffrages exprimés       | Suffrages exprimés       | Suffrages exprimés       | Suffrages exprimés       | 5 481        | 94,99        | 5 254       | 91,60       |
| Votes blancs             | Votes blancs             | Votes blancs             | Votes blancs             | 193          | 3,34         | 332         | 5,79        |
| Votes nuls               | Votes nuls               | Votes nuls               | Votes nuls               | 96           | 1,66         | 150         | 2,62        |
| Total                    | Total                    | Total                    | Total                    | 5 770        | 100          | 5 736       | 100         |
| Abstention               | Abstention               | Abstention               | Abstention               | 11 380       | 66,36        | 11 418      | 66,56       |
| Inscrits / participation | Inscrits / participation | Inscrits / participation | Inscrits / participation | 17 150       | 33,64        | 17 150      | 33,44       |

### Canton de Laon-2
| Candidats                | Candidats                 | Partis                   | Nuance                   | Premier tour | Premier tour | Second tour | Second tour |
| Candidats                | Candidats                 | Partis                   | Nuance                   | Voix         | %            | Voix        | %           |
| ------------------------ | ------------------------- | ------------------------ | ------------------------ | ------------ | ------------ | ----------- | ----------- |
|                          | Thierry Delerot           | PS                       | DVG                      | 1 744        | 32,11        | 3 506       | 68,62       |
|                          | Brigitte Fournié-Turquin  | EÉLV                     | DVG                      | 1 744        | 32,11        | 3 506       | 68,62       |
|                          | Maryline Georgeon         | RN                       | RN                       | 1 282        | 23,61        | 1 603       | 31,38       |
|                          | Paul-Henry Hansen-Catta   | RN                       | RN                       | 1 282        | 23,61        | 1 603       | 31,38       |
|                          | Ambroise Centonze Sandras | DVD                      | DVD                      | 1 081        | 19,90        |             |             |
|                          | Sylvie Letot Durande      | DVD                      | DVD                      | 1 081        | 19,90        |             |             |
|                          | Fawaz Karimet             | DVG                      | DVG                      | 1 059        | 19,50        |             |             |
|                          | Laëtitia Rosier           | DVG                      | DVG                      | 1 059        | 19,50        |             |             |
|                          | Jean-Pierre Mouchet       | LR                       | DIV                      | 265          | 4,88         |             |             |
|                          | Laurence Mouvier          | DVD                      | DIV                      | 265          | 4,88         |             |             |
|                          |                           |                          |                          |              |              |             |             |
| Suffrages exprimés       | Suffrages exprimés        | Suffrages exprimés       | Suffrages exprimés       | 5 431        | 96,48        | 5 109       | 92,25       |
| Votes blancs             | Votes blancs              | Votes blancs             | Votes blancs             | 135          | 2,40         | 309         | 5,58        |
| Votes nuls               | Votes nuls                | Votes nuls               | Votes nuls               | 63           | 1,12         | 120         | 2,17        |
| Total                    | Total                     | Total                    | Total                    | 5 629        | 100          | 5 538       | 100         |
| Abstention               | Abstention                | Abstention               | Abstention               | 11 092       | 66,34        | 11 185      | 66,88       |
| Inscrits / participation | Inscrits / participation  | Inscrits / participation | Inscrits / participation | 16 721       | 33,66        | 16 723      | 33,12       |

### Canton de Marle
| Candidats                | Candidats                | Partis                   | Nuance                   | Premier tour | Premier tour |
| Candidats                | Candidats                | Partis                   | Nuance                   | Voix         | %            |
| ------------------------ | ------------------------ | ------------------------ | ------------------------ | ------------ | ------------ |
|                          | Isabelle Ittelet         | UDI                      | DVD                      | 3 962        | 63,43        |
|                          | Pierre-Jean Verzelen     | DVD                      | DVD                      | 3 962        | 63,43        |
|                          | Hervé Bernardeau         | CNIP                     | RN                       | 2 284        | 36,57        |
|                          | Lola Puissant            | LAF                      | RN                       | 2 284        | 36,57        |
|                          |                          |                          |                          |              |              |
| Suffrages exprimés       | Suffrages exprimés       | Suffrages exprimés       | Suffrages exprimés       | 6 246        | 93,14        |
| Votes blancs             | Votes blancs             | Votes blancs             | Votes blancs             | 309          | 4,61         |
| Votes nuls               | Votes nuls               | Votes nuls               | Votes nuls               | 151          | 2,25         |
| Total                    | Total                    | Total                    | Total                    | 6 706        | 100          |
| Abstention               | Abstention               | Abstention               | Abstention               | 7 682        | 53,39        |
| Inscrits / participation | Inscrits / participation | Inscrits / participation | Inscrits / participation | 14 338       | 46,61        |

### Canton de Ribemont
Le binôme divers gauche de Mme Bonnard-Trévisan et M. Cool oublie de déposer sa candidature à temps auprès de la préfecture et n'est donc pas présent au second tour.
| Candidats                | Candidats                 | Partis                   | Nuance                   | Premier tour | Premier tour | Second tour | Second tour |
| Candidats                | Candidats                 | Partis                   | Nuance                   | Voix         | %            | Voix        | %           |
| ------------------------ | ------------------------- | ------------------------ | ------------------------ | ------------ | ------------ | ----------- | ----------- |
|                          | Florence Bonnard-Trevisan | IDG                      | DVG                      | 2 838        | 37,25        | Retrait     | Retrait     |
|                          | Vincent Cool              | DVG                      | DVG                      | 2 838        | 37,25        | Retrait     | Retrait     |
|                          | Véronique Lebeau          | SE                       | DIV                      | 2 549        | 33,46        | 5 056       | 100         |
|                          | Stéphane Linier           | SE                       | DIV                      | 2 549        | 33,46        | 5 056       | 100         |
|                          | Claude Deguin-Dawson      | RN                       | RN                       | 2 232        | 29,30        |             |             |
|                          | Neige Garcia              | CNIP                     | RN                       | 2 232        | 29,30        |             |             |
|                          |                           |                          |                          |              |              |             |             |
| Suffrages exprimés       | Suffrages exprimés        | Suffrages exprimés       | Suffrages exprimés       | 7 619        | 94,81        | 5 056       | 69,00       |
| Votes blancs             | Votes blancs              | Votes blancs             | Votes blancs             | 285          | 3,55         | 1 931       | 26,35       |
| Votes nuls               | Votes nuls                | Votes nuls               | Votes nuls               | 132          | 1,64         | 341         | 4,65        |
| Total                    | Total                     | Total                    | Total                    | 8 036        | 100          | 7 328       | 100         |
| Abstention               | Abstention                | Abstention               | Abstention               | 11 737       | 59,36        | 12 448      | 62,94       |
| Inscrits / participation | Inscrits / participation  | Inscrits / participation | Inscrits / participation | 19 773       | 40,64        | 19 776      | 37,06       |

### Canton de Saint-Quentin-1
| Candidats                | Candidats                | Partis                   | Nuance                   | Premier tour | Premier tour | Second tour | Second tour |
| Candidats                | Candidats                | Partis                   | Nuance                   | Voix         | %            | Voix        | %           |
| ------------------------ | ------------------------ | ------------------------ | ------------------------ | ------------ | ------------ | ----------- | ----------- |
|                          | Colette Blériot          | LR                       | DVD                      | 2 865        | 44,60        | 4 542       | 71,39       |
|                          | Jean-Pierre Locquet      | DVD                      | DVD                      | 2 865        | 44,60        | 4 542       | 71,39       |
|                          | Isabelle Dekkers         | RN                       | RN                       | 1 630        | 25,37        | 1 820       | 28,61       |
|                          | Luc Templier             | RN                       | RN                       | 1 630        | 25,37        | 1 820       | 28,61       |
|                          | William Boucenna         | LREM                     | REM                      | 824          | 12,83        |             |             |
|                          | Marie-Hélène Jeanjean    | LREM                     | REM                      | 824          | 12,83        |             |             |
|                          | Laurent Elie             | DVG                      | DVG                      | 699          | 10,88        |             |             |
|                          | Christelle Lefevre Doucy | DVG                      | DVG                      | 699          | 10,88        |             |             |
|                          | Corinne Becourt          | PCF                      | COM                      | 406          | 6,32         |             |             |
|                          | Gauthier Ducos           | PCF                      | COM                      | 406          | 6,32         |             |             |
|                          |                          |                          |                          |              |              |             |             |
| Suffrages exprimés       | Suffrages exprimés       | Suffrages exprimés       | Suffrages exprimés       | 6 424        | 94,35        | 6 362       | 90,41       |
| Votes blancs             | Votes blancs             | Votes blancs             | Votes blancs             | 265          | 3,89         | 450         | 6,39        |
| Votes nuls               | Votes nuls               | Votes nuls               | Votes nuls               | 120          | 1,76         | 225         | 3,20        |
| Total                    | Total                    | Total                    | Total                    | 6 809        | 100          | 12 075      | 100         |
| Abstention               | Abstention               | Abstention               | Abstention               | 12 295       | 64,36        | 12 075      | 63,18       |
| Inscrits / participation | Inscrits / participation | Inscrits / participation | Inscrits / participation | 19 104       | 35,64        | 19 112      | 36,82       |

### Canton de Saint-Quentin-2
| Candidats                | Candidats                | Partis                   | Nuance                   | Premier tour | Premier tour | Second tour | Second tour |
| Candidats                | Candidats                | Partis                   | Nuance                   | Voix         | %            | Voix        | %           |
| ------------------------ | ------------------------ | ------------------------ | ------------------------ | ------------ | ------------ | ----------- | ----------- |
|                          | Thomas Dudebout          | LR                       | LR                       | 2 851        | 56,10        | 3 855       | 75,31       |
|                          | Pascale Gruny            | LR                       | LR                       | 2 851        | 56,10        | 3 855       | 75,31       |
|                          | Sébastien Anette         | RN                       | RN                       | 1 133        | 22,29        | 1 264       | 24,69       |
|                          | Nelly Leblanc            | RN                       | RN                       | 1 133        | 22,29        | 1 264       | 24,69       |
|                          | Suzanne Barbaux          | PCF                      | COM                      | 599          | 11,79        |             |             |
|                          | Olivier Tournay          | PCF                      | COM                      | 599          | 11,79        |             |             |
|                          | Sylvie Aamblot           | LREM                     | REM                      | 499          | 9,82         |             |             |
|                          | Frédéric Baptista        | LREM                     | REM                      | 499          | 9,82         |             |             |
|                          |                          |                          |                          |              |              |             |             |
| Suffrages exprimés       | Suffrages exprimés       | Suffrages exprimés       | Suffrages exprimés       | 5 082        | 95,58        | 5 119       | 91,71       |
| Votes blancs             | Votes blancs             | Votes blancs             | Votes blancs             | 156          | 2,93         | 313         | 5,61        |
| Votes nuls               | Votes nuls               | Votes nuls               | Votes nuls               | 82           | 1,49         | 150         | 2,69        |
| Total                    | Total                    | Total                    | Total                    | 5 317        | 100          | 5 582       | 100         |
| Abstention               | Abstention               | Abstention               | Abstention               | 10 247       | 65,84        | 9 981       | 64,13       |
| Inscrits / participation | Inscrits / participation | Inscrits / participation | Inscrits / participation | 15 564       | 34,16        | 15 563      | 35,87       |

### Canton de Saint-Quentin-3
| Candidats                | Candidats                | Partis                   | Nuance                   | Premier tour | Premier tour | Second tour | Second tour |
| Candidats                | Candidats                | Partis                   | Nuance                   | Voix         | %            | Voix        | %           |
| ------------------------ | ------------------------ | ------------------------ | ------------------------ | ------------ | ------------ | ----------- | ----------- |
|                          | Jocelyne Dogna           | LR                       | DVD                      | 2 875        | 50,94        | 3 991       | 69,44       |
|                          | Freddy Grzeziczak        | LR                       | DVD                      | 2 875        | 50,94        | 3 991       | 69,44       |
|                          | Ghislaine Duchaussoy     | RN                       | RN                       | 1 524        | 27,00        | 1 756       | 30,56       |
|                          | Romain Dumand            | RN                       | RN                       | 1 524        | 27,00        | 1 756       | 30,56       |
|                          | Frédérique Delalande     | DVG                      | DVG                      | 799          | 14,16        |             |             |
|                          | Jean-Pierre Lançon       | DVG                      | DVG                      | 799          | 14,16        |             |             |
|                          | Michèle Gabert           | PCF                      | COM                      | 446          | 7,90         |             |             |
|                          | Aurélien Jan             | PCF                      | COM                      | 446          | 7,90         |             |             |
|                          |                          |                          |                          |              |              |             |             |
| Suffrages exprimés       | Suffrages exprimés       | Suffrages exprimés       | Suffrages exprimés       | 5 644        | 95,45        | 5 747       | 92,04       |
| Votes blancs             | Votes blancs             | Votes blancs             | Votes blancs             | 182          | 3,08         | 311         | 4,98        |
| Votes nuls               | Votes nuls               | Votes nuls               | Votes nuls               | 87           | 1,47         | 186         | 2,98        |
| Total                    | Total                    | Total                    | Total                    | 5 913        | 100          | 6 244       | 100         |
| Abstention               | Abstention               | Abstention               | Abstention               | 12 832       | 68,46        | 12 504      | 66,70       |
| Inscrits / participation | Inscrits / participation | Inscrits / participation | Inscrits / participation | 18 745       | 31,54        | 18 748      | 33,31       |

### Canton de Soissons-1
| Candidats                | Candidats                | Partis                   | Nuance                   | Premier tour | Premier tour | Second tour | Second tour |
| Candidats                | Candidats                | Partis                   | Nuance                   | Voix         | %            | Voix        | %           |
| ------------------------ | ------------------------ | ------------------------ | ------------------------ | ------------ | ------------ | ----------- | ----------- |
|                          | Françoise Champenois     | UDI                      | UCD                      | 2 179        | 45,75        | 3 024       | 64,67       |
|                          | Pascal Tordeux           | LREM                     | UCD                      | 2 179        | 45,75        | 3 024       | 64,67       |
|                          | José Foulon              | RN                       | RN                       | 1 592        | 33,42        | 1 652       | 35,33       |
|                          | Andrée Lesguiller        | RN                       | RN                       | 1 592        | 33,42        | 1 652       | 35,33       |
|                          | Sébastien Lange          | DVG                      | DVG                      | 992          | 20,83        |             |             |
|                          | Sylvie Le Mescam         | DVG                      | DVG                      | 992          | 20,83        |             |             |
|                          |                          |                          |                          |              |              |             |             |
| Suffrages exprimés       | Suffrages exprimés       | Suffrages exprimés       | Suffrages exprimés       | 4 763        | 96,30        | 4 676       | 92,85       |
| Votes blancs             | Votes blancs             | Votes blancs             | Votes blancs             | 126          | 2,55         | 247         | 4,90        |
| Votes nuls               | Votes nuls               | Votes nuls               | Votes nuls               | 57           | 1,15         | 113         | 2,24        |
| Total                    | Total                    | Total                    | Total                    | 4 946        | 100          | 5 036       | 100         |
| Abstention               | Abstention               | Abstention               | Abstention               | 11 205       | 69,38        | 11 118      | 68,83       |
| Inscrits / participation | Inscrits / participation | Inscrits / participation | Inscrits / participation | 16 151       | 30,62        | 16 154      | 31,17       |

### Canton de Soissons-2
| Candidats                | Candidats                | Partis                   | Nuance                   | Premier tour | Premier tour | Second tour | Second tour |
| Candidats                | Candidats                | Partis                   | Nuance                   | Voix         | %            | Voix        | %           |
| ------------------------ | ------------------------ | ------------------------ | ------------------------ | ------------ | ------------ | ----------- | ----------- |
|                          | David Bobin              | DVD                      | DVD                      | 2 720        | 52,65        | 3 574       | 69,95       |
|                          | Isabelle Létrillart      | LR                       | DVD                      | 2 720        | 52,65        | 3 574       | 69,95       |
|                          | Nadia Hermans            | RN                       | RN                       | 1 529        | 29,60        | 1 535       | 30,05       |
|                          | Alain Reyt               | RN                       | RN                       | 1 529        | 29,60        | 1 535       | 30,05       |
|                          | Benjamin Maurice         | DVC                      | DIV                      | 917          | 17,75        |             |             |
|                          | Elisabeth Tuloup         | DVC                      | DIV                      | 917          | 17,75        |             |             |
|                          |                          |                          |                          |              |              |             |             |
| Suffrages exprimés       | Suffrages exprimés       | Suffrages exprimés       | Suffrages exprimés       | 5 166        | 94,67        | 5 109       | 92,67       |
| Votes blancs             | Votes blancs             | Votes blancs             | Votes blancs             | 209          | 3,83         | 293         | 5,31        |
| Votes nuls               | Votes nuls               | Votes nuls               | Votes nuls               | 82           | 1,50         | 111         | 2,01        |
| Total                    | Total                    | Total                    | Total                    | 5 457        | 100          | 5 513       | 100         |
| Abstention               | Abstention               | Abstention               | Abstention               | 12 645       | 69,85        | 12 589      | 69,54       |
| Inscrits / participation | Inscrits / participation | Inscrits / participation | Inscrits / participation | 18 102       | 30,15        | 18 102      | 30,46       |

### Canton de Tergnier
| Candidats                | Candidats                | Partis                   | Nuance                   | Premier tour | Premier tour | Second tour | Second tour |
| Candidats                | Candidats                | Partis                   | Nuance                   | Voix         | %            | Voix        | %           |
| ------------------------ | ------------------------ | ------------------------ | ------------------------ | ------------ | ------------ | ----------- | ----------- |
|                          | Aurélien Gall            | PCF                      | DVG                      | 2 571        | 42,71        | 3 799       | 63,22       |
|                          | Caroline Varlet          | LFI                      | DVG                      | 2 571        | 42,71        | 3 799       | 63,22       |
|                          | Frédy Deguin-Dawson      | RN                       | RN                       | 1 832        | 30,43        | 2 210       | 36,78       |
|                          | Virginie Gillion         | RN                       | RN                       | 1 832        | 30,43        | 2 210       | 36,78       |
|                          | Astrid Dallery           | DVG                      | DVG                      | 1 617        | 26,86        |             |             |
|                          | Frédéric Mathieu         | IDG                      | DVG                      | 1 617        | 26,86        |             |             |
|                          |                          |                          |                          |              |              |             |             |
| Suffrages exprimés       | Suffrages exprimés       | Suffrages exprimés       | Suffrages exprimés       | 6 020        | 95,91        | 6 009       | 93,03       |
| Votes blancs             | Votes blancs             | Votes blancs             | Votes blancs             | 179          | 2,85         | 288         | 4,46        |
| Votes nuls               | Votes nuls               | Votes nuls               | Votes nuls               | 78           | 1,24         | 162         | 2,51        |
| Total                    | Total                    | Total                    | Total                    | 6 277        | 100          | 6 459       | 100         |
| Abstention               | Abstention               | Abstention               | Abstention               | 14 463       | 69,73        | 14 287      | 68,87       |
| Inscrits / participation | Inscrits / participation | Inscrits / participation | Inscrits / participation | 20 740       | 30,27        | 20 746      | 31,13       |

### Canton de Vervins
| Candidats                | Candidats                 | Partis                   | Nuance                   | Premier tour | Premier tour |
| Candidats                | Candidats                 | Partis                   | Nuance                   | Voix         | %            |
| ------------------------ | ------------------------- | ------------------------ | ------------------------ | ------------ | ------------ |
|                          | Marie-Françoise Bertrand, | UDI                      | DVC                      | 4 023        | 65,56        |
|                          | Nicolas Fricoteaux        | UDI                      | DVC                      | 4 023        | 65,56        |
|                          | Mohab El Houssami         | RN                       | RN                       | 1 435        | 23,39        |
|                          | Valérie Thonnon           | RN                       | RN                       | 1 435        | 23,39        |
|                          | Didier Lartigue           | DVG                      | DVG                      | 678          | 11,05        |
|                          | Camille Moulière          | DVG                      | DVG                      | 678          | 11,05        |
|                          |                           |                          |                          |              |              |
| Suffrages exprimés       | Suffrages exprimés        | Suffrages exprimés       | Suffrages exprimés       | 6 136        | 96,19        |
| Votes blancs             | Votes blancs              | Votes blancs             | Votes blancs             | 148          | 2,32         |
| Votes nuls               | Votes nuls                | Votes nuls               | Votes nuls               | 95           | 1,49         |
| Total                    | Total                     | Total                    | Total                    | 6 379        | 100          |
| Abstention               | Abstention                | Abstention               | Abstention               | 9 454        | 59,71        |
| Inscrits / participation | Inscrits / participation  | Inscrits / participation | Inscrits / participation | 15 833       | 40,29        |

### Canton de Vic-sur-Aisne
| Candidats                | Candidats                | Partis                   | Nuance                   | Premier tour | Premier tour | Second tour | Second tour |
| Candidats                | Candidats                | Partis                   | Nuance                   | Voix         | %            | Voix        | %           |
| ------------------------ | ------------------------ | ------------------------ | ------------------------ | ------------ | ------------ | ----------- | ----------- |
|                          | Sandrine Cayre           | RN                       | RN                       | 1 741        | 33,55        | 2 030       | 40,09       |
|                          | Florian Demarcq          | RN                       | RN                       | 1 741        | 33,55        | 2 030       | 40,09       |
|                          | Sarah Batonnet           | DVD                      | DVD                      | 1 295        | 24,95        | 3 033       | 59,91       |
|                          | Nicolas Rebérot          | DVD                      | DVD                      | 1 295        | 24,95        | 3 033       | 59,91       |
|                          | Estelle Legrand          | DVG                      | DVG                      | 1 235        | 23,80        |             |             |
|                          | Jean-Luc Moreau          | PS                       | DVG                      | 1 235        | 23,80        |             |             |
|                          | Romuald Dauchelle        | SE                       | DIV                      | 526          | 10,13        |             |             |
|                          | Sandra Wattgen           | SE                       | DIV                      | 526          | 10,13        |             |             |
|                          | Patrick Laplace          | DVG                      | DVG                      | 393          | 7,57         |             |             |
|                          | Christelle Lefevre       | DVG                      | DVG                      | 393          | 7,57         |             |             |
|                          |                          |                          |                          |              |              |             |             |
| Suffrages exprimés       | Suffrages exprimés       | Suffrages exprimés       | Suffrages exprimés       | 5 190        | 94,48        | 5 063       | 91,75       |
| Votes blancs             | Votes blancs             | Votes blancs             | Votes blancs             | 238          | 4,33         | 347         | 6,29        |
| Votes nuls               | Votes nuls               | Votes nuls               | Votes nuls               | 65           | 1,18         | 108         | 1,96        |
| Total                    | Total                    | Total                    | Total                    | 5 493        | 100          | 5 518       | 100         |
| Abstention               | Abstention               | Abstention               | Abstention               | 10 142       | 64,87        | 10 133      | 64,74       |
| Inscrits / participation | Inscrits / participation | Inscrits / participation | Inscrits / participation | 15 635       | 35,13        | 15 651      | 35,26       |

### Canton de Villeneuve-sur-Aisne
| Candidats                | Candidats                | Partis                   | Nuance                   | Premier tour | Premier tour | Second tour | Second tour |
| Candidats                | Candidats                | Partis                   | Nuance                   | Voix         | %            | Voix        | %           |
| ------------------------ | ------------------------ | ------------------------ | ------------------------ | ------------ | ------------ | ----------- | ----------- |
|                          | Paul Mougenot            | DVD                      | DVD                      | 2 142        | 31,18        | 4 379       | 65,44       |
|                          | Coralie Venet            | DVD                      | DVD                      | 2 142        | 31,18        | 4 379       | 65,44       |
|                          | Nicolas Olivier          | RN                       | RN                       | 1 975        | 28,75        | 2 313       | 34,56       |
|                          | Viviane Waxin            | RN                       | RN                       | 1 975        | 28,75        | 2 313       | 34,56       |
|                          | Martine Bricot           | DVC                      | DVC                      | 1 776        | 25,85        |             |             |
|                          | Alain Lorain             | DVC                      | DVC                      | 1 776        | 25,85        |             |             |
|                          | Benoît Buvry             | DVG                      | DVG                      | 977          | 14,22        |             |             |
|                          | Fatima Kobzili           | DVG                      | DVG                      | 977          | 14,22        |             |             |
|                          |                          |                          |                          |              |              |             |             |
| Suffrages exprimés       | Suffrages exprimés       | Suffrages exprimés       | Suffrages exprimés       | 6 870        | 95,99        | 6 692       | 93,63       |
| Votes blancs             | Votes blancs             | Votes blancs             | Votes blancs             | 188          | 2,63         | 335         | 4,69        |
| Votes nuls               | Votes nuls               | Votes nuls               | Votes nuls               | 99           | 1,38         | 120         | 1,68        |
| Total                    | Total                    | Total                    | Total                    | 7 157        | 100          | 7 147       | 100         |
| Abstention               | Abstention               | Abstention               | Abstention               | 11 552       | 61,75        | 11 565      | 61,81       |
| Inscrits / participation | Inscrits / participation | Inscrits / participation | Inscrits / participation | 18 709       | 38,25        | 18 712      | 38,19       |

### Canton de Villers-Cotterêts
| Candidats                | Candidats                | Partis                   | Nuance                   | Premier tour | Premier tour | Second tour | Second tour |
| Candidats                | Candidats                | Partis                   | Nuance                   | Voix         | %            | Voix        | %           |
| ------------------------ | ------------------------ | ------------------------ | ------------------------ | ------------ | ------------ | ----------- | ----------- |
|                          | Véronique Bertin         | RN                       | RN                       | 3 646        | 50,83        | 3 758       | 49,84       |
|                          | Franck Briffaut,         | RN                       | RN                       | 3 646        | 50,83        | 3 758       | 49,84       |
|                          | Jeanne Doyez-Roussel     | LREM                     | DVC                      | 3 527        | 49,17        | 3 782       | 50,16       |
|                          | Patrice Lazaro           | DVC                      | DVC                      | 3 527        | 49,17        | 3 782       | 50,16       |
|                          |                          |                          |                          |              |              |             |             |
| Suffrages exprimés       | Suffrages exprimés       | Suffrages exprimés       | Suffrages exprimés       | 7 173        | 93,20        | 7 540       | 94,94       |
| Votes blancs             | Votes blancs             | Votes blancs             | Votes blancs             | 371          | 4,82         | 298         | 3,75        |
| Votes nuls               | Votes nuls               | Votes nuls               | Votes nuls               | 152          | 1,98         | 104         | 1,31        |
| Total                    | Total                    | Total                    | Total                    | 7 696        | 100          | 7 942       | 100         |
| Abstention               | Abstention               | Abstention               | Abstention               | 14 156       | 64,78        | 13 898      | 63,64       |
| Inscrits / participation | Inscrits / participation | Inscrits / participation | Inscrits / participation | 21 852       | 35,22        | 21 840      | 36,36       |